# Allstate Arena
Allstate Arena (oryginalnie zwana Rosemont Horizon) – arena sportowa w amerykańskim mieście Rosemont w stanie Illinois. Stanowi domową arenę klubu hokejowego Chicago Wolves, męskiej drużyny koszykarskiej DePaul University oraz drużyny arena footballowej Chicago Rush. Znajduje się nieopodal przecięcia autostrad U.S. Route 45 i autostrady międzystanowej nr 90, sąsiadujących z portem lotniczym Chicago-O’Hare. Otwarcie Allstate Arena nastąpiło 2 lipca 1980 roku.

## Historia
Obiekt pierwotnie miał być areną domową drużyny hokejowej Chicago Cougars, jednak ich prawo do gry w WHA wygasło w 1975 roku. Władze Rosemont zdecydowały wtedy, iż przekażą 19 milionów dolarów na pokrycie dalszych kosztów budowy dzięki wyłącznościowym kontraktom z cyrkiem The Ringling Bros. and Barnum & Bailey Circus, Araserv i MFG International.
13 sierpnia 1979 roku niekompletny dach areny zawalił się, zabijając pięciu robotników i raniąc kolejnych szesnastu.
W 1999 roku Allstate Insurance Company zapłaciła 20 milionów dolarów za renowację obiektu i nabyła prawa do jego nazwy.
Allstate Arena ustanowiła rekord pod względem corocznie w całości wyprzedawanych biletów na wydarzenia organizowane przez World Wrestling Federation w latach 1992–2005. W arenie odbyły się 3 WrestleManie (2, 13 i 22), a także inne widowiska pay-per-view, w tym m.in.: Survivor Series (1989), Judgment Day: In Your House, Backlash 2001, The Wrestling Classic oraz No Mercy (2007). W obiekcie odbyła się pierwsza Spring Stampedew 1994 roku. Również tutaj, 9 sierpnia 1999 roku, debiutował w WWE Chris Jericho. W Allstate Arena trzykrotnie odbywały się turnieje NCAA: w 1987, 1993 i 2005. 14 grudnia 2003 roku podłoże Allstate Arena otrzymało nazwę Ray and Marge Meyer Court na cześć Raya Meyera, wieloletniego trenera DePaul Blue Demons i członka Basketball Hall of Fame. 25 października 2008 roku w obiekcie odbyło się UFC 90, pierwsze wydarzenie organizowane przez Ultimate Fighting Championship w stanie Illinois.

## Koncerty
- Fleetwood Mac – Tusk Tour
- Fleetwood Mac – Unleashed Tour
- Journey – Escape Tour
- Mariah Carey – Music Box Tour
- Bruce Springsteen – Born in the U.S.A. Tour
- Queen – The Game Tour
- Iron Maiden – Somewhere on Tour
- Iron Maiden – Seventh Tour of a Seventh Tour
- Michael Jackson – Bad World Tour
- Paul McCartney – World Tour
- Guns N’ Roses – Use Your Illusion Tour
- Madonna – Blond Ambition Tour
- Iron Maiden – No Prayer on the Road
- Paula Abdul – Under My Spell Tour
- Peter Gabriel – Secret World Tour
- Phish
- Styx
- Dave Matthews Band
- Britney Spears – Crazy 2K Tour
- Britney Spears – The Onyx Hotel Tour
- Britney Spears – The Circus Starring: Britney Spears
- Maná – Revolución de Amor Tour
- Dave Matthews & Friends
- Metallica / Godsmack – Madly In Anger With The World Tour
- Green Day / Jimmy Eat World
- Queen + Paul Rodgers – Queen + Paul Rodgers Tour
- Iron Maiden – A Matter of Life and Death Tour 2006
- My Chemical Romance / Rise Against – Black Parade
- Maná – Amar es Combatir Tour
- Aerosmith – 2007 World Tour
- RBD – Tour Celestial
- Van Halen – Van Halen 2007–2008 Tour
- Fall Out Boy – Young Wild Things Tour
- Hannah Montana – Best of Both Worlds Tour
- Foo Fighters
- RBD – Empezar desde Cero Tour 2008
- Avril Lavigne – The Best Damn Tour
- Juanes – La Vida World Tour
- The Police – The Police Reunion Tour
- The Cure – The Kissing Tour 1987, The Prayer Tour 1989, The Swing Tour 1996, 4Tour 2008
- Van Halen – Van Halen 2007–2008 Tour
- Iron Maiden – Somewhere Back in Time Tour 2008
- Janet Jackson – Rock Witchu Tour
- Weezer / Angels & Airwaves
- New Kids On The Block – New Kids on the Block: Live
- Tina Turner – Tina: Live in Concert Tour
- AC/DC – Black Ice World Tour
- Oasis – Dig Out Your Soul Tour
- Metallica / Machine Head / The Sword – World Magnetic Tour
- Slipknot / Trivium / Coheed And Cambria – All Hope is Gone World Tour
- Fall Out Boy / Cobra Starship / All Time Low / Metro Station / Hey Monday – Believers Never Die Part Deux Tour
- Jonas Brothers – World Tour
- Dire Straits – On Every Street World Tour